# Dwight Lewis
Dwight Lewis, né le 7 octobre 1987, à Maiquetía, au Venezuela, est un joueur de basket-ball américano-vénézuélien. Il évolue au poste d'arrière.

## Palmarès
- Champion des Amériques 2015
- Champion d'Amérique du Sud 2016